# Hans-Joachim Goetz
Hans-Joachim Goetz (* 1944 in Freiburg im Breisgau) ist ein ehemaliger deutscher Diplomat, der zuletzt von 2006 bis 2009 Botschafter in Slowenien war.

## Leben
Nach dem Abitur absolvierte Goetz ein Studium der Rechtswissenschaften an der Albert-Ludwigs-Universität Freiburg sowie der Freien Universität Berlin und schloss dieses Studium mit dem Ersten und dem Zweiten Juristischen Staatsexamen ab. Im Anschluss war er für einige Zeit als Wissenschaftlicher Assistent am Lehrstuhl für ausländisches und internationales Privatrecht der Albert-Ludwigs-Universität Freiburg tätig.
1973 trat er in den Auswärtigen Dienst der Bundesrepublik Deutschland ein und war nach Abschluss der Laufbahnprüfung für den höheren Dienst von 1974 bis 1977 zunächst Konsul in Liverpool, ehe er anschließend bis 1981 Referent im Referat für Völkerrecht des Auswärtigen Amtes war. Während dieser Zeit schloss er 1980 an der Albert-Ludwigs-Universität Freiburg auch seine Promotion zum Dr. jur. mit einer Dissertation zum Thema Der Übergang vom Schuldprinzip zum Zerrüttungsprinzip im englischen Scheidungsrecht ab.
Nachdem Goetz von 1981 bis 1984 Ständiger Vertreter des Botschafters in Bangladesch war, wurde er Referent in der Wirtschaftsabteilung der Botschaft in Italien und im Anschluss von 1988 bis 1993 Referent in der Rechtsabteilung des Auswärtigen Amtes. Danach wurde er Leiter der Wirtschaftsabteilung der Botschaft in Polen, ehe er von 1997 bis 1999 als Sonderinspektor des Auswärtigen Amtes tätig war. Nachdem er zwischen 1999 und 2002 Leiter eines Referats für Personalwesen im Auswärtigen Amt war, wurde er 2002 Gesandter und Ständiger Vertreter des Botschafters beim Heiligen Stuhl.
Am 19. September 2006 erhielt Goetz als Nachfolger von Hans Jochen Peters, der wiederum Botschafter in Kroatien wurde, seine Akkreditierung als Botschafter der Bundesrepublik Deutschland in Slowenien. In dieser Funktion verblieb er bis zu seinem Eintritt in den Ruhestand 2009 und seiner anschließenden Ablösung durch Matthias von Kummer.

## Ehrungen
- 2008: Komtur mit Stern des Päpstlichen Ritterordens des heiligen Gregors des Großen[1]